# Vlietpolder (Delfland)
De Vlietpolder was een polder en waterschap in de gemeente Naaldwijk, in de Nederlandse provincie Zuid-Holland.
Het waterschap was verantwoordelijk voor de drooglegging en de waterhuishouding in de polder.
Dwars door de polder liep het Vlietje, een zijtak van de Lee die bij Westerlee uitmondde in de Maas. De polder werd ontgonnen door ontginningsboerderijen waarvan de Vlietwoning er waarschijnlijk een van was. Deze boerderij uit circa 1436 staat op een plek waar vanaf circa 1100 al een boerderij heeft gestaan. De Vlietpolder werd bemalen door de Vlietmolen. In 1928 is de molen vervangen door een dieselgemaal. Het muurwerk werd opgetrokken tot het huidige niveau en dient sindsdien als woonhuis.

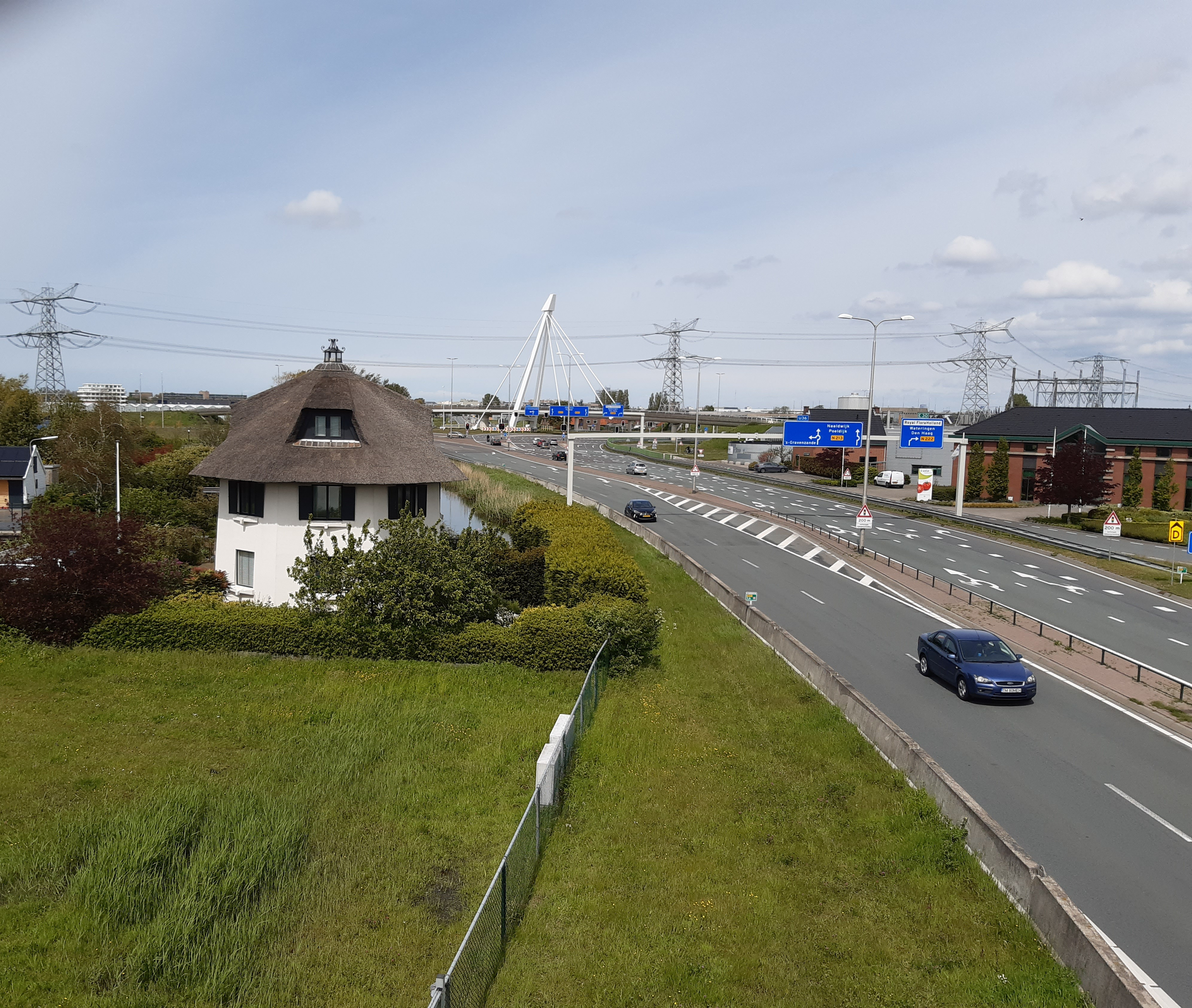
Woonhuis op de fundering van de Vlietmolen met ernaast de Burgemeester Elsenweg N213.
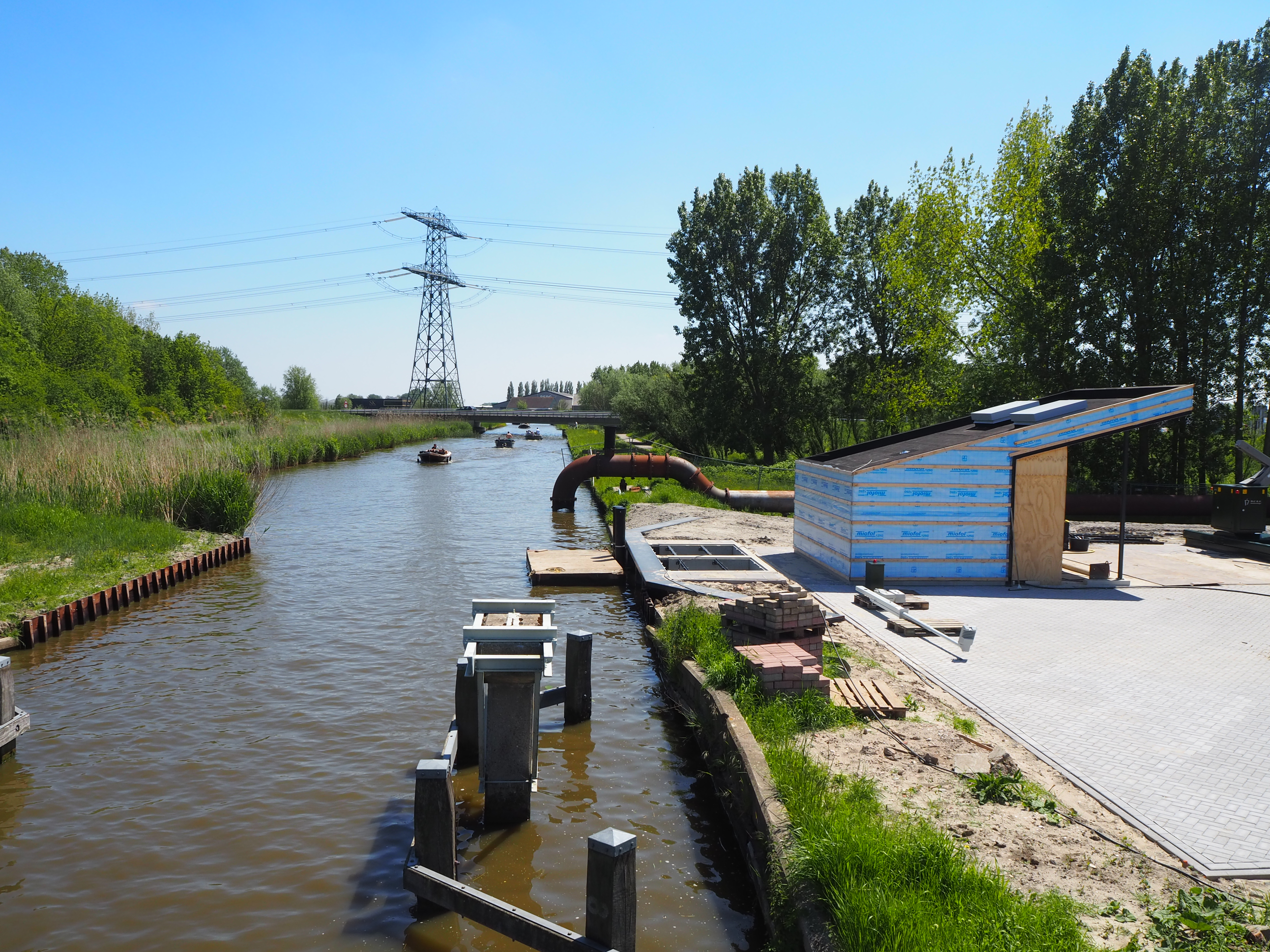
Gemaal Vlietpolder in aanbouw en water de Strijp
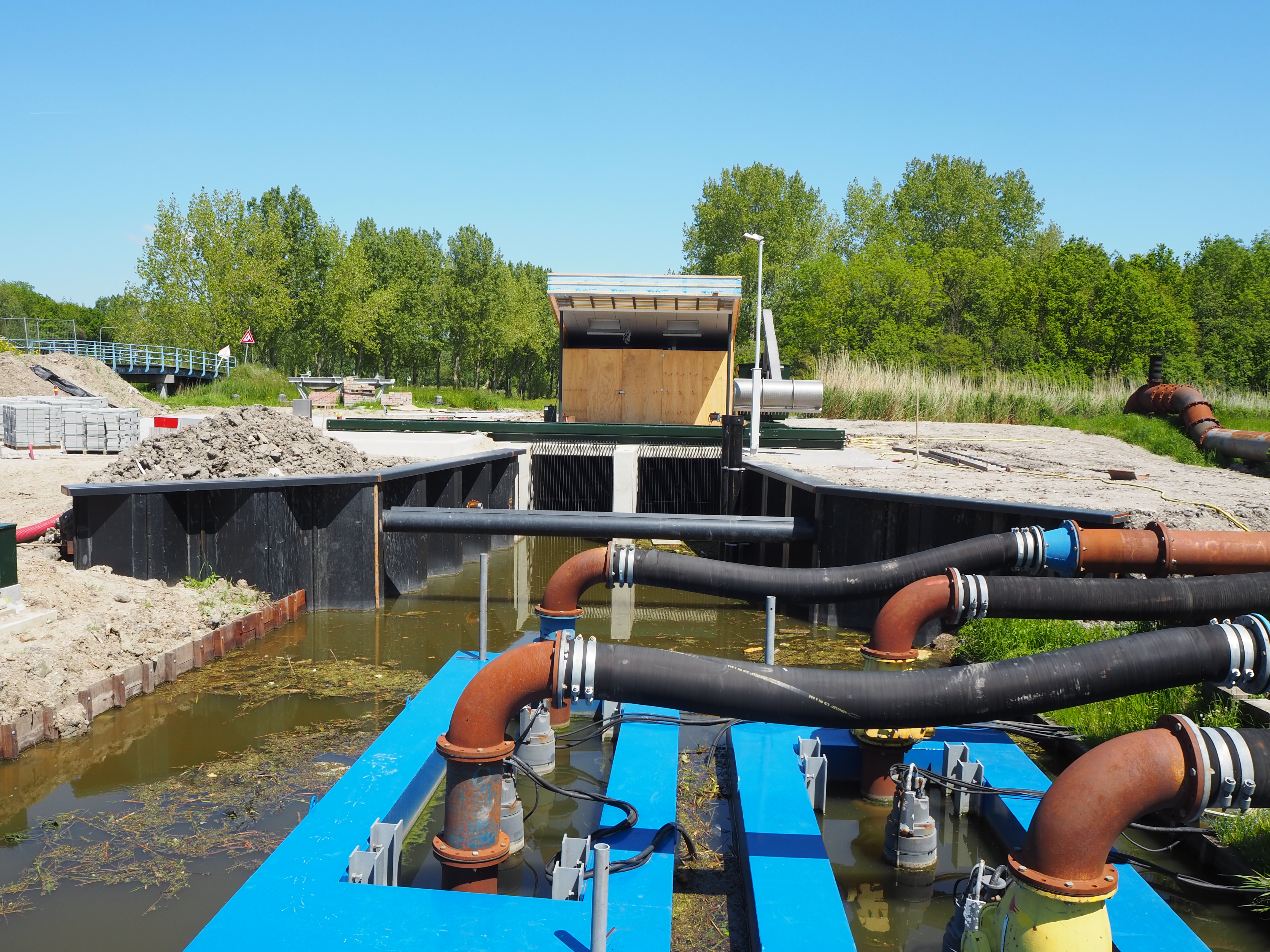
Gemaal Vlietpolder in aanbouw